# Ericeia iopolia
Ericeia iopolia là một loài bướm đêm trong họ Erebidae.